# みなと異人館
みなと異人館（みなといじんかん）は、兵庫県神戸市中央区のポートアイランド北公園内にある異人館。2012年からシスメックスが建物の借受人となっておりゲストハウスとして使用されている。

## 概要
1906年（明治39年）に、貿易商を営むアメリカ人ヘイガーの自邸として北野町4丁目に建設され、1949年（昭和24年）からは日本郵船の船員寮として使われていた異人館である。当時、船員寮は、東棟、西棟の2棟で構成されていた。東棟（旧ワサ・ダウン住宅）は香川県高松市の四国村に移築され、西棟は1978年（昭和53年）に神戸市の所有となる。1981年（昭和56年）の神戸ポートアイランド博覧会開催前にポートアイランド北公園に移築されて「みなと異人館」として公開された。
建物は木造2階建て延べ約374m2。館内は1、2階とも明治時代の西洋館の雰囲気を損なわないように内装・調度が統一されている。2階の展望室から神戸大橋と神戸港の船客ターミナル群を一望できるというロケーションにある。
公開後は喫茶店や休憩・展示スペースとなり、1998年4月からは目黒雅叙園によって結婚式場としても利用された。しかし、老朽化のため、2008年7月20日付でいったん閉館した。
閉鎖から4年後の2012年9月に、神戸市に本社を置くシスメックスが神戸市と10年間の賃貸借契約を結んだ。シスメックスは建物を改修の上、ゲストハウスとして使用している。通常は一般には非公開であるが、2013年12月1日に5年半ぶりとなる一般公開をおこない、今後も定期的に一般公開を実施するとしている。
2014年に「景観形成重要建築物等」に指定される。
年1回一般公開されてきたが、2020年と2021年は新型コロナウイルスの感染拡大で中止され、2022年6月4日に3年ぶりに一般公開を行うことになった。

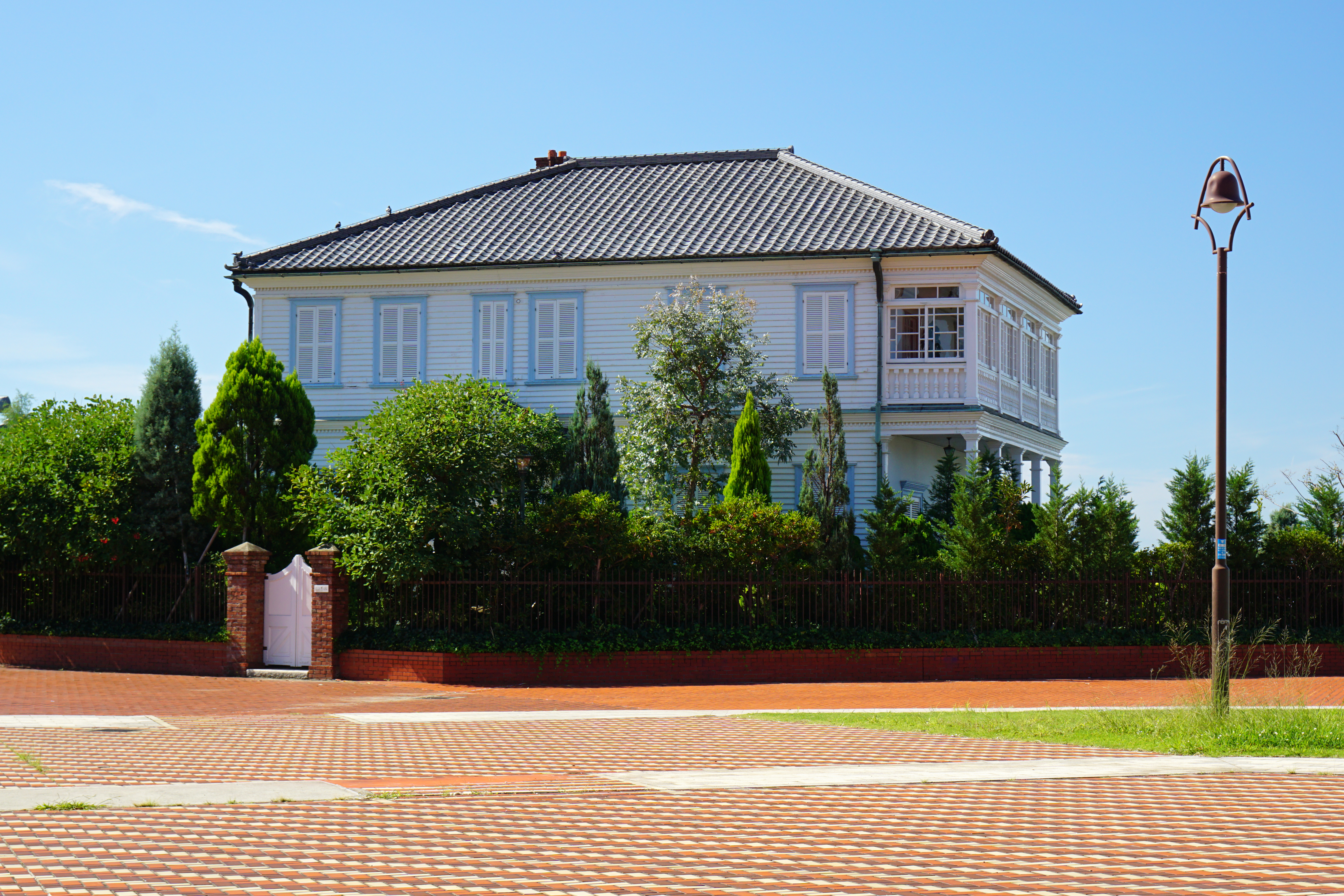
北東側
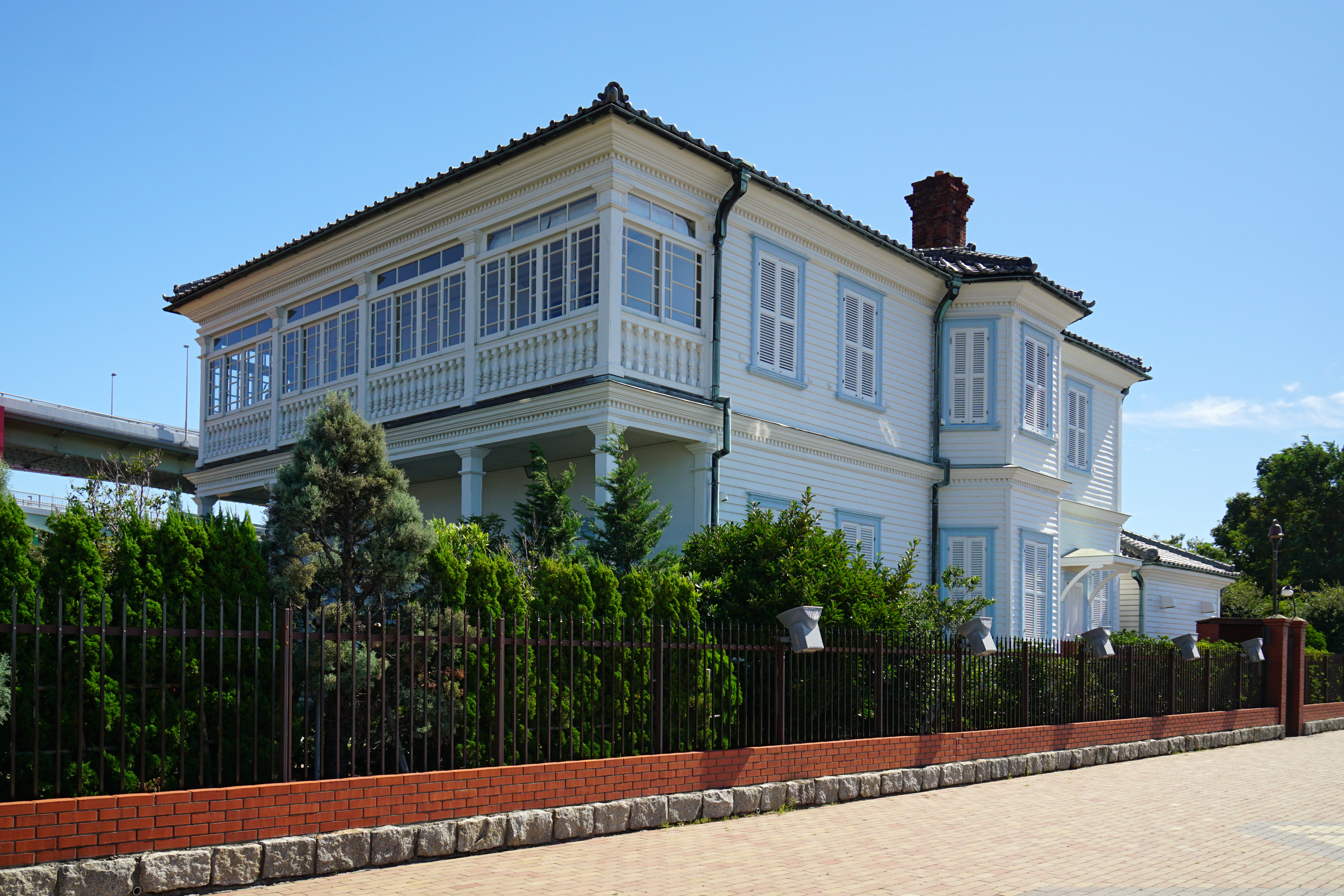
西側
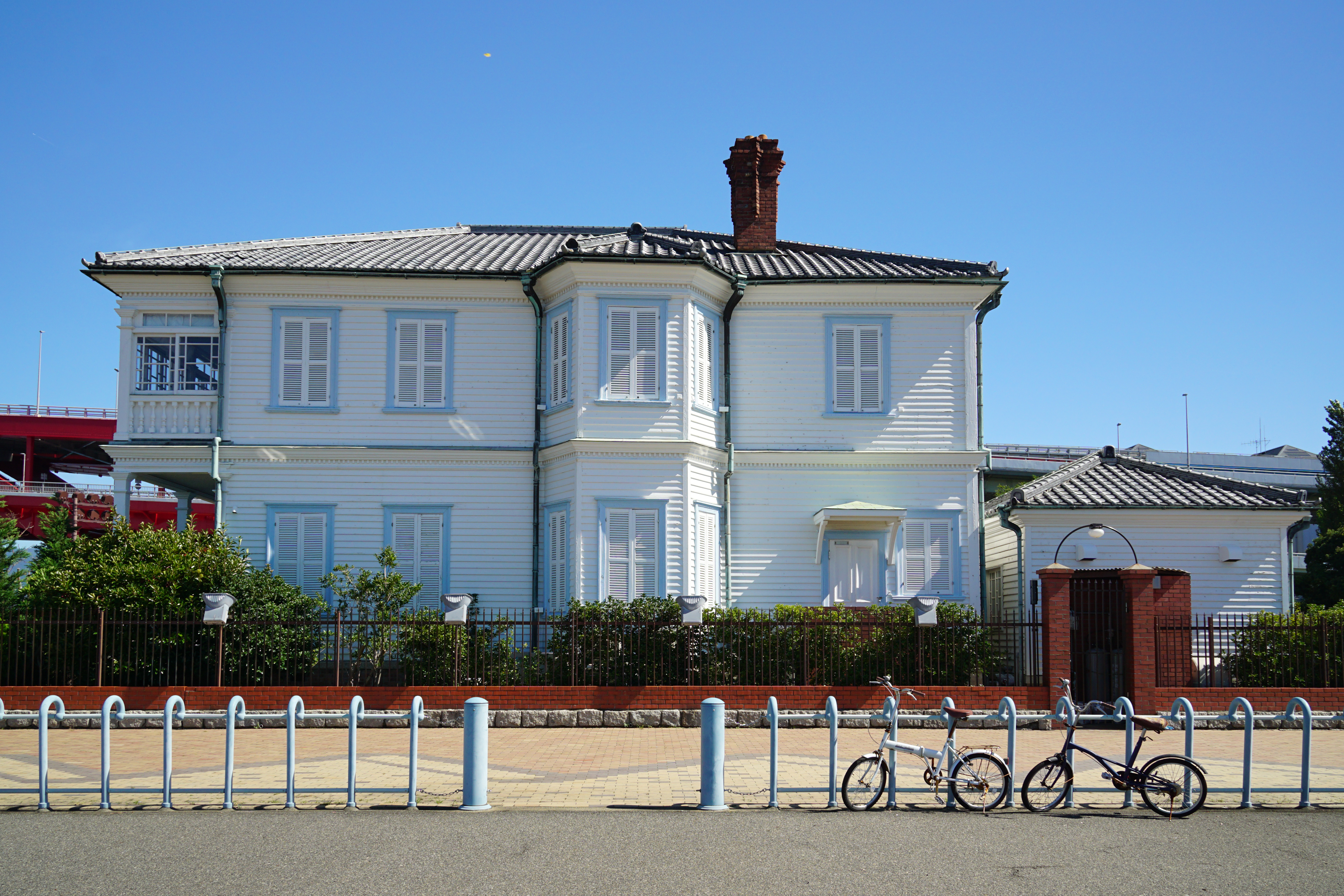
南西側
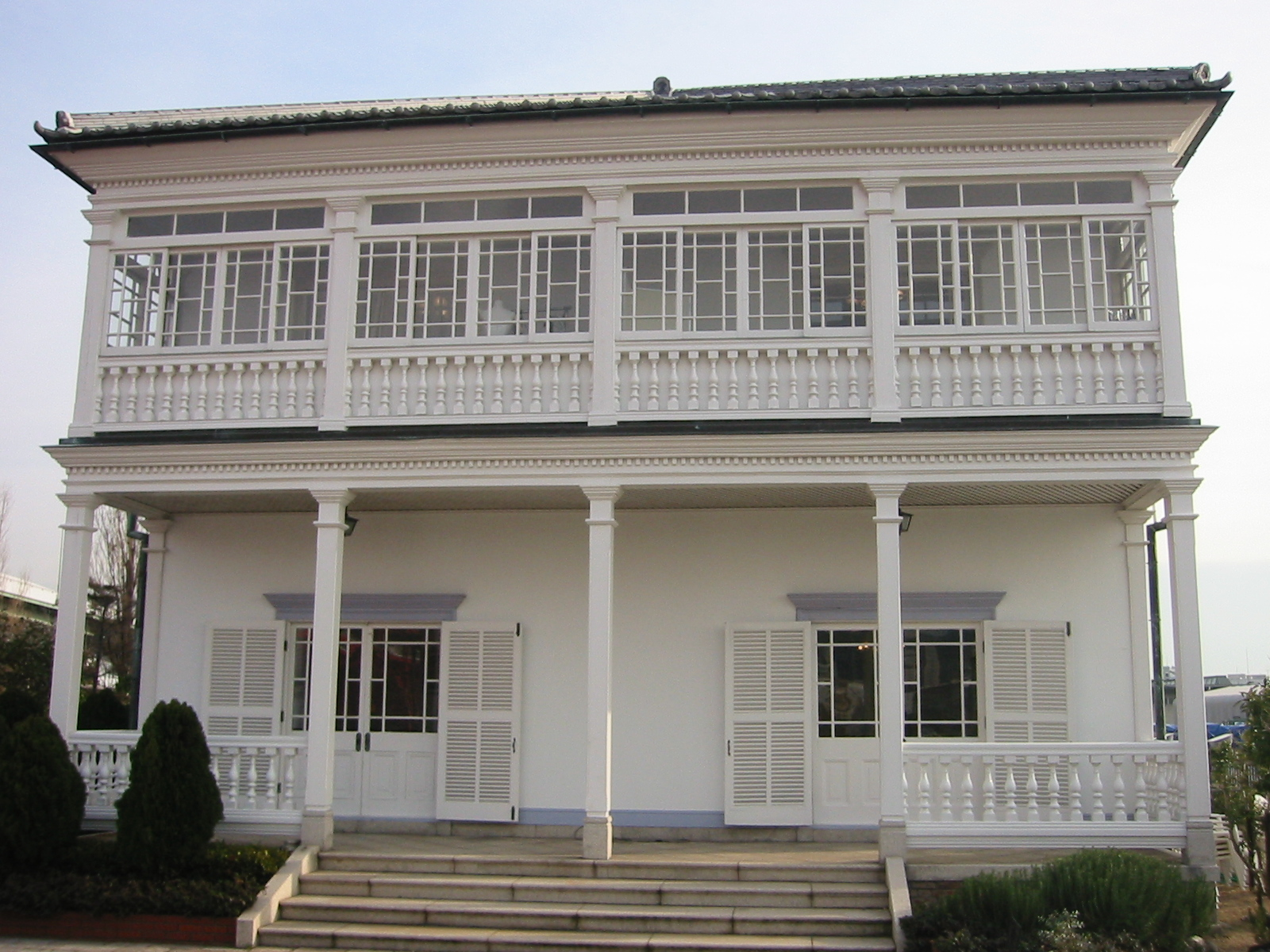
北西側

## 交通アクセス
- ポートライナー ポートターミナル駅 徒歩10分　中公園駅 徒歩10分